# Maria Mambo Café
Maria Mambo Café, znana również jako Tchyina Marimam (ur. 6 lutego 1945 na terenie Kabindy, zm. 1 grudnia 2013 w Lizbonie) – angolska polityk, ekonomistka, i działaczka niepodległościowa.
Członkini komitetu centralnego Ludowego Ruchu Wyzwolenia Angoli. Pierwsza kobieta na stanowisku ministerskim w Angoli.

## Życiorys

### Młodość i edukacja
Café urodziła się 6 lutego 1945 na terenie prowincji Kabinda, będącej eksklawą Angoli oddzieloną od reszty kraju przez terytorium Demokratycznej Republiki Konga. Jej ojciec był pastorem.
Edukację podstawową ukończyła w Kabindzie, szkołę średnią – w Luandzie, gdzie przeniosła się z rodzicami w wieku 12 lat. Uczęszczała do Liceu Salvador Correia, w której się kształcił również późniejszy prezydent kraju, José Eduardo dos Santos. W 1968 ukończyła studia z ekonomii w Związku Socjalistycznych Republik Radzieckich na jednym z moskiewskich uniwersytetów – Uniwersytecie Lumumby.

### Działalność niepodległościowa
Po opuszczeniu ZSRR Café dołączyła do angolskiego ruchu niepodległościowego, dążącego do uwolnienia kraju spod rządów Portugalii. Początkowo pracowała w Kinszasie w Demokratycznej Republice Konga (ówczesny Zairze). Do Angoli wróciła w 1974 roku po zakończeniu wojny o niepodległość. Brała udział w negocjacjach, dotyczących porozumienia z Alvor, zawartego 15 stycznia 1975, które doprowadziło do niepodległości Angoli.
Była aktywistką Młodzieżowego Ruchu Wyzwolenia Angoli oraz asystentką przewodniczącego Ludowego Ruchu Wyzwolenia Angoli, Agostinho Neto.

### Działalność polityczna
W 1971 została dokooptowana do komitetu centralnego Ludowego Ruchu Wyzwolenia Angoli. Pozycję tę zachowała po 2. i każdym kolejnym kongresie partii do swojej śmierci (po 6. kongresie). W 1977 roku została mianowana na stanowisko wiceministra w Ministerstwie Handlu Wewnętrznego. W latach 1978–1986 sprawowała funkcję ministra ds. społecznych (jako pierwsza kobieta na tym stanowisku w Angoli). W latach 1986–1988 była wicepremierem Angoli oraz ministrem ds. gospodarczych i społecznych. W tym czasie była uważana za tzw. „superministra”.
Od 23 października 1989 do 1990 roku sprawowała funkcję gubernatora Kabindy.
Po wyborach generalnych w 1992 roku została deputowaną do Zgromadzenia Narodowego. W kolejnych wyborach w 2008 roku uzyskała reelekcję. Nie uzyskała reelekcji w wyborach w 2012 roku, jako jedna z niewielu przedstawicieli partii rządzącej.

### Pozostała działalność
W trakcie studiów w Moskwie, wspólnie m.in. z José Eduardo dos Santosem (gitara), Pedro Van-Dúnem Loyem (wokal i kompozycja), Amélią Mingas (chórzystka), Brito Sozinhem (wokal i kompozycja), była członkinią (główną wokalistką) grupy muzycznej Conjunto Nzaji. W 1972 roku grupa wydała album nagrany w Finlandii przez studio Eteenpäin!.
Po odejściu na polityczną emeryturę w 2008 roku została członkinią zarządu Banco de Comércio e Indústria. Była jedną z założycieli przedsiębiorstwa Macgra, współwłaściciela Angola Telecom. W 2007 roku była głównym udziałowcem firmy.

### Śmierć i upamiętnienie
Została pochowana w Luandzie. Jej imieniem nazwano Port lotniczy Kabinda im. Marii Mambo Café w Kabindzie.

### Życie prywatne
Jej mężem był bohater wojny o niepodległość José Mendes de Carvalho, znany również jako Hoji-ya-Henda, zmarły w 1968 roku. W 1969 roku wzięła ślub z António Françą, szefem sztabu Narodowego Frontu Wyzwolenia Angoli. W późniejszych latach rozwiedli się.

## Majątek
Według doniesień medialnych Maria Mambo Café była jedną ze 100 najbogatszych obywateli Angoli. Jej majątek wyceniano na ponad 100 milionów dolarów. Niektóre z jej działań były określane jako podejrzane o korupcję, jednak Café nigdy nie została formalnie oskarżona.